# すいたん
すいたんは、大阪府吹田市のイメージキャラクター。地元吹田の名産品である「吹田くわい」がモチーフとなっている。鼻がなく、赤と黄色のSUITAと書いた服を着ている。

## 概要
吹田市制施行70周年記念事業の一環としてキャラクターデザインが募集され、デザイン決定後に愛称が公募された。そして700通余りの応募の中から「すいたん」に決定し、2009年10月15日にお披露目された。
- 性別：男の子
- 誕生日：10月15日
- 身長：毎日伸びてます！
- 体重：吹田くわい70個
- 性格：とても元気！
- 趣味：スポーツ観戦（ガンバ大阪観戦）
- いまはまっていること：X（旧ツイッター）・市内のイベントめぐり
- 夢：水泳で200メートル泳げるようになりたい

## 脚註
1. ↑  吹田市制施行７０周年記念事業[リンク切れ]
2. ↑  吹田市制施行７０周年記念事業 イメージキャラクター愛称 募集要項[リンク切れ]
3. ↑  2009年10月15日（木）吹田市のキャラクター、愛称「すいたん」のお披露目♪（FM千里 Blog Archive）